# Philomène Nga Owona
Pour les articles homonymes, voir Nga et Owona.
Philomène Nga Owona épouse Kounou, née le 26 mai 1959 à Douala au Cameroun, est colonel de l'armée de terre et première femme commandant de bataillon de l'armée camerounaise depuis le 28 février 2015.

## Biographie

### Naissance
Philomène Nga Owona née le 26 mai 1956 à Douala, est la fille de feu Elie Zoé.

### Formations
Après les études primaires, secondaires et universitaires, elle obtient un Diplôme d'études appliquées (DEA) en science politique.
En 1989, elle est diplômée de l'école militaire interarmes (Emia) de Yaoundé, promotion : Solidarité africaine.
En 1993, elle obtient le brevet de parachutiste, advance logitics course diploma aux États-Unis.
Elle est la première femme africaine diplômée de l'école de Fort Leavenworth au Kansas, aux États-Unis en 2003 d'où elle obtient le diplôme d'état-major, le common and general staff college diploma.
En 2005, elle fait partie de la mission de l'Union africaine au Soudan comme observateur militaire et en 2006, elle suivra un stage de maintien de la paix au Mali.

### Carrière
De 1989 à 1992, elle est en service au secrétariat général et à la cellule de coopération au ministère de la Défense.
En 2004, elle est nommée chargé d'études à l'état-major des armées.
En 2006 et pendant une année, elle est, comme observateur militaire, responsable de la logistique et de l'administration au groupement zam zam et officier en second chargée des opérations au secteur 2 à la Mission de l'Union Africaine au Soudan (MUAS).
En 2010, elle est chef de division Afrique à l'état-major des armées et chef B6 chargée des relations civilo-militaires à la première région militaire interarmées en 2012.
Elle est enseignante à l'université de Yaoundé I, au département d'anthropologie.

### Famille
Elle est mariée et mère de trois enfants.